# Darko Lemajić
Darko Lemajić (serb. cyr. Дарко Лемајић, ur. 20 sierpnia 1993 w Belgradzie) – serbski piłkarz grający na pozycji napastnika w belgijskim klubie KAA Gent.

## Sukcesy

### Klubowe
Riga FC
- Mistrzostwo Łotwy: 2018
- Zdobywca Pucharu Łotwy: 2018

FK RFS
- Zdobywca Pucharu Łotwy: 2019

### Indywidualne
- Król strzelców Virslīgi: 2018 (15 goli), 2019 (15 goli)